# Autostrade Bergamasche
Autostrade Bergamasche S.p.A. (fino al 19 aprile 2010 Interconnessione Pedemontana-Brebemi) è una azienda italiana che opera nel settore delle infrastrutture autostradali.
La società ha per oggetto "la promozione, la progettazione, la costruzione e la gestione dell'interconnessione autostradale del Sistema Viabilistico Pedemontano con il Raccordo autostradale Diretto Brescia - Milano o tratte di essa, di eventuali prolungamenti e diramazioni della stessa e di altre autostrade, o tratti di esse, contigue, complementari o comunque tra loro connesse".

## L'autostrada

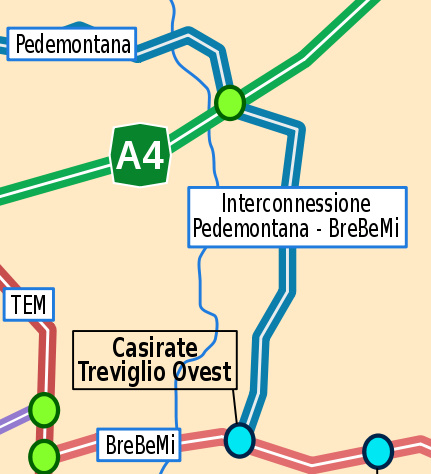

L'infrastruttura principale oggetto della società, in base al progetto, è l'interconnessione che collega l'autostrada A36 all'autostrada A35 per un totale di circa 13 km. Sono previsti 6 svincoli e un'area di servizio.

## I soci
Quote di partecipazione:
- Autostrade Lombarde SpA 22,70%
- Provincia di Bergamo 20,46%
- Vita Srl 14,73%
- A.B.M. Azienda Bergamasca Multiservizi SpA 2,67%
- Camera di Commercio, I. A.A. di Bergamo 4,06%
- Comune di Treviglio 0,08%
- Comune di Dalmine 0,04%
- Comune di Pontirolo Nuovo 0,03%
- Consorzio GOL 3,44%
- Consorzio Stabile Eureca 2,79%
- Impresa Pizzarotti & C SpA 5,05%
- ANCE Bergamo – Associazione Costruttori Edili 0,14%
- Alpina SpA 0,37%
- UBI Banca SpA 7,31%
- Banco BPM SpA 7,31%
- Intesa Sanpaolo SpA 7,31%
- Cassa Rurale Banco di Credito Coop. di Treviglio 1,51%